# Marie Le Net

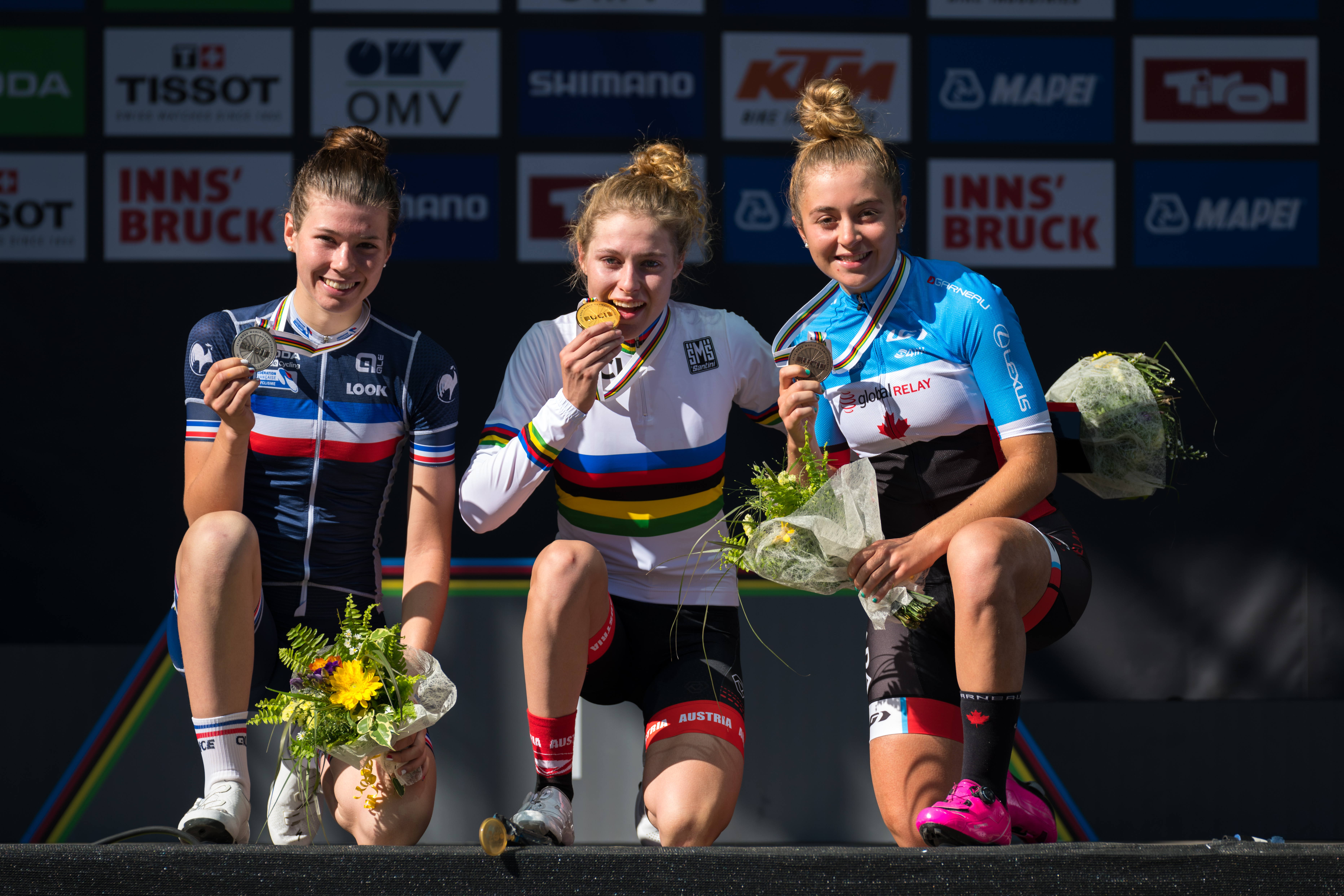
Marie Le Net (à gauche) sur le podium des mondiaux 2018.

Marie Le Net, née le 25 janvier 2000 à Pontivy, est une coureuse cycliste française. Elle pratique le cyclisme sur piste et sur route et est notamment vice-championne du monde de course à l'américaine en 2020 et 2021.

## Carrière

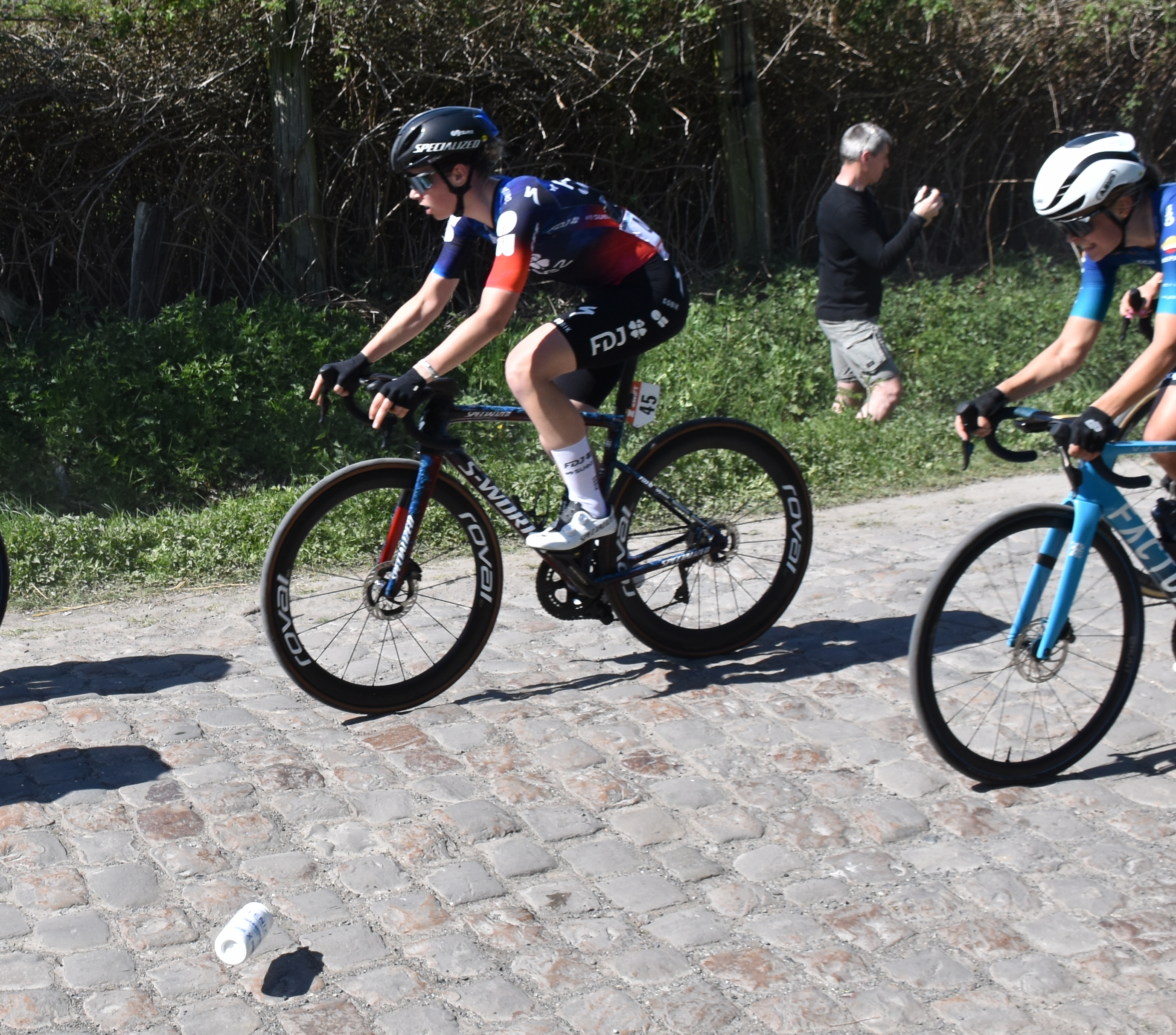
Marie Le Net #45 lors de Paris-Roubaix Femmes 2025.

Durant ses années juniors, elle obtient des résultats aussi bien sur route que sur piste. En 2017, elle est championne de France du contre-la-montre. En 2018, elle gagne à 18 ans la Coupe de France sur route. Elle décroche également le titre de championne du monde de l'américaine avec Victoire Berteau. Fin septembre, lors des mondiaux sur route, elle décroche la médaille d'argent, devancée de peu au sprint par la locale Laura Stigger, après avoir tenté de partir dans le dernier kilomètre. Une débauche d'énergie qui lui a sans doute coûté l'or. Elle participe à ses premiers mondiaux sur piste élites en 2018,.
À 19 ans, elle passe professionnelle en 2019 chez FDJ-Nouvelle Aquitaine-Futuroscope, où elle retrouve Jade Wiel, sa rivale nationale lors des deux saisons précédentes. 
Après un gros coup de fatigue durant l'été, elle obtient en octobre 2019 la médaille de bronze lors de l'Américaine, en Coupe du monde.
Elle remporte en février 2020 avec Clara Copponi la médaille d'argent de l'Américaine lors des championnats du monde de Berlin. En octobre, elle termine deuxième de la course en ligne du championnat de France espoirs et troisième du contre-la-montre. Elle se classe 6e du contre-la-montre chez les seniors. 
À l'été 2021, elle participe aux JO de Tokyo. Elle se classe septième de la poursuite et cinquième de l'américaine (avec Clara Copponi). En octobre, elle remporte une médaille d'argent aux championnats du monde sur l'épreuve de l'américaine, toujours avec Clara Copponi. Tout au long de la saison 2022, elle met de côté la piste pour se concentrer exclusivement à la route avec l'équipe FDJ-Suez.
En janvier 2023, elle fait son retour sur la piste lors du championnat de France, où elle obtient trois médailles : l'argent sur de l'américaine et l'omnium, ainsi que le bronze sur la poursuite par équipes. Au cours de l'été, elle est sélectionnée pour participer aux championnats du monde de cyclisme sur piste. Elle obtient une médaille de bronze en poursuite par équipes (avec Berteau, Fortin, Borras et Copponi).
En juillet 2024, elle figure sur la liste des coureuses retenues par la Fédération française de cyclisme pour prendre part aux épreuves sur piste des Jeux olympiques.
Le 28 juin 2025, elle remporte le championnat de France de cyclisme sur route féminin. Elle prolonge de deux ans son contrat avec la formation FDJ-Suez un mois plus tard.

## Vie privée
Elle est en couple avec Louis Pijourlet, également coureur cycliste. Elle soutient celui-ci dans le public du jeu Les 12 Coups de midi sur TF1 alors qu'il est candidat (émission diffusée le 15 mai 2024).

## Palmarès sur route

### Par année
- 2017
  -  Championne de France du contre-la-montre juniors
  - Chrono des Nations juniors
- 2018
  - Coupe de France
  -  Médaillée d'argent du championnat du monde sur route juniors
  - 2e du championnat de France du contre-la-montre juniors
  - 2e de la Classique Pyrénées
  - 3e du Grand Prix Fémin'Ain d'Izernore
  - 3e du championnat de France sur route juniors
  - 4e du championnat d'Europe sur route juniors
  - 4e du championnat d'Europe du contre-la-montre juniors
  - 8e du championnat du monde du contre-la-montre juniors
- 2019
  - 2e du Grand Prix Fémin'Ain d'Izernore
- 2020
  - 2e du championnat de France sur route espoirs
  - 3e du championnat de France du contre-la-montre espoirs
- 2021
  - 6e du championnat d'Europe du contre-la-montre espoirs
- 2022
  - Coupe de France
  - La Picto-Charentaise
  -  Médaillée de bronze du championnat d'Europe du contre-la-montre espoirs
  - 3e de la Kreiz Breizh Elites Dames
  - 4e du championnat du monde du contre-la-montre espoirs
  - 8e du championnat d'Europe sur route espoirs
- 2023
  - 2e du championnat de France sur route élite
- 2024
  - 9e de Paris-Roubaix
- 2025
  -  Championne de France de cyclisme sur route

### Résultats sur les grands tours

#### Tour de France
2 participations :
- 2022 : 43e
- 2025 : 58e

#### Tour d'Italie
1 participation
- 2023 : 44e

#### Tour d'Espagne
2 participations
- 2023 : 71e
- 2025 : 79e

### Classements mondiaux
| Année                                 | 2019 | 2020 | 2021 | 2022 | 2023 | 2024 |
| ------------------------------------- | ---- | ---- | ---- | ---- | ---- | ---- |
| Classement UCI                        | 546e | 277e | 146e | 66e  | 261e | 197e |
| UCI World Tour                        | nc   | nc   | 123e | 101e | 235e | 144e |
|                                       |      |      |      |      |      |      |
| Légende : nc = non classéSource : UCI |      |      |      |      |      |      |

## Palmarès sur piste

### Jeux olympiques
- Tokyo 2020
  - 7e de la poursuite par équipes
  - 5e de la course à l'américaine
- Paris 2024
  - 5e de la poursuite par équipes

### Championnats du monde
| Édition / Épreuve          | Poursuite | Poursuite par équipes                            | Américaine                 |
| Montichiari 2017 (juniors) |           | Bronze                                           | Bronze                     |
| Aigle 2018 (juniors)       |           |                                                  | Or (avec Victoire Berteau) |
| Apeldoorn 2018             | 20e       | 7e                                               |                            |
| Pruszków 2019              | 14e       |                                                  |                            |
| Berlin 2020                |           |                                                  | Argent                     |
| Roubaix 2021               |           |                                                  | Argent                     |
| Glasgow 2023               |           | Bronze (avec Berteau, Fortin, Borras et Copponi) |                            |

### Coupe du monde
- 2019-2020
  - 2e de la poursuite par équipes à Milton
  - 2e de l'américaine à Minsk
  - 3e de l'américaine à Brisbane

### Coupe des nations
- 2023
  - 1re de la poursuite par équipes au Caire
- 2024
  - 3e de la poursuite par équipes à Milton

### Championnats d'Europe
| Édition / Épreuve   | Poursuite par équipes | Course aux points |
| Gand 2019 (espoirs) | Argent                |                   |
| Granges 2023        | 4e                    | Bronze            |

### Championnats de France
- 2017
  -  Championne de France de poursuite par équipes avec Coralie Demay, Maryanne Hinault, Typhaine Laurance et Lucie Jounier
  - 3e de la poursuite individuelle
- 2023
  - 2e de l'américaine
  - 2e de l'omnium
  - 3e de la poursuite par équipes
- 2025
  -  Championne de France de poursuite par équipes avec Clémence Chéreau, Léonie Mahieu, Ilona Rouat et Aurore Pernollet
  -  Championne de France de l'omnium
  - 2e de la course aux points
  - 2e de l'américaine

## Palmarès en cyclo-cross
- 2014-2015
  - 2e du championnat de France cadettes
- 2015-2016
  - 3e du championnat de France cadettes